# Cerbera odollam
Cerbera odollam är en oleanderväxtart som beskrevs av Joseph Gaertner. Cerbera odollam ingår i släktet Cerbera och familjen oleanderväxter. Inga underarter finns listade i Catalogue of Life.